# اچ‌ام‌اس آلاکریتی (۱۸۰۶)
اچ‌ام‌اس آلاکریتی (۱۸۰۶) (به انگلیسی: HMS Alacrity (1806)) یک کشتی بود که طول آن ۹۹ فوت ۱۰ اینچ (۳۰٫۴۳ متر) بود. این کشتی در سال ۱۸۰۶ ساخته شد.